# Deutscher Akademischer Reiterverband
Der Deutsche Akademische Reiterverband e.V. ist der Dachverband der etwa 50 Studentenreitgruppen an den Hochschulen in Deutschland.

## Geschichte
Er wurde am 6. Juni 1954 in Bad Harzburg als Nachfolgeorganisation des im Dritten Reich aufgelösten Akademischen Reiterbundes e. V. gegründet. Der DAR e.V. ist selbst Mitglied in der Deutschen Reiterlichen Vereinigung (FN) sowie in der AIEC (Association Internationale des Etudiants Cavaliers), der Internationalen Vereinigung der Studentenreiter. Er vertritt die Interessen der studentischen Reiterei und unterstützt ideell und materiell die Durchführung nationaler und internationaler Hochschulvergleichsturniere bis hin zu den Deutschen Hochschulmeisterschaften im Reiten. Zudem fördert der Verband durch finanzielle Zuschüsse Lehrgänge an deutschen Reit- und Fahrschulen und veranstaltet eigene Fortbildungslehrgänge, meist bei „Altakademikern“ aus dem Studentenreitsport, die heute in der Ausbildung erfolgreich tätig sind, aber auch im Bundesleistungszentrum Warendorf.

## Turniere

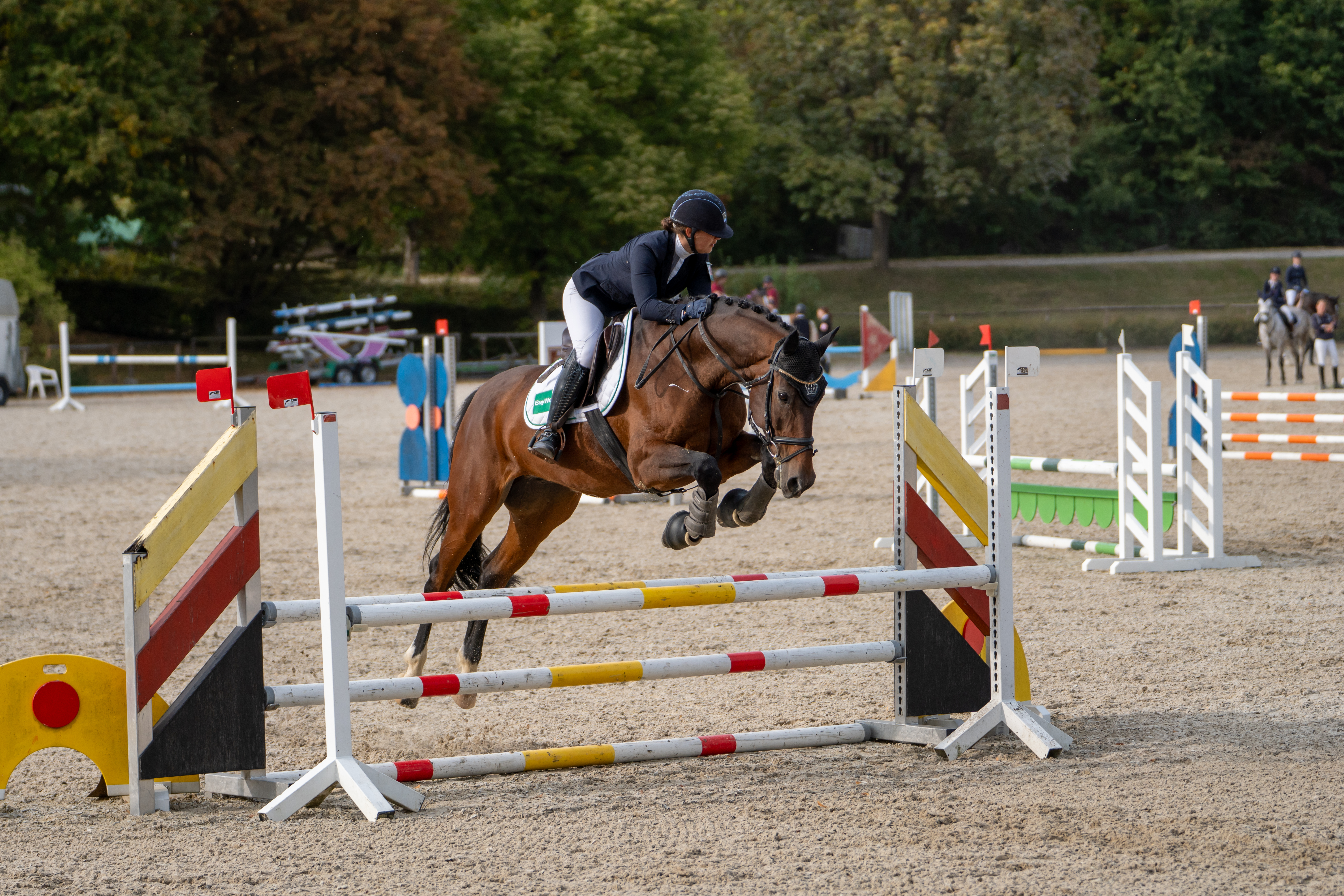
Springen beim CHU Tübingen 2023

In der Terminologie der FEI werden Studentenreitturniere als CHU bezeichnet. Die Durchführung von Studentenreitturnieren durch Studentenreitgruppen, die dem DAR angeschlossen sind, unterscheidet sich erheblich von dem Prozedere auf normalen Reitturnieren. So reiten Teilnehmer nicht auf ihren eigenen Pferden, sondern auf solchen, die von Nichtteilnehmern des Turniers zur Verfügung gestellt wurden. Auch erfolgt die Nennung nicht einzeln, sondern mannschaftsweise. Üblicherweise lädt die jeweils ausrichtende Studentenreitgruppe 6 bis 15 Mannschaften anderer Universitäten zu jeweils drei Teilnehmern ein. Diese müssen zunächst eine A-Dressur und ein A-Springen absolvieren. Dabei muss sich jeder Teilnehmer mit jeweils zwei anderen Reitern anderer Mannschaften messen, die nacheinander auf dem gleichen Pferd die gleiche Prüfung reiten. Der jeweilige Gewinner erreicht die nächste Runde, eine L-Dressur (auf Trense) bzw. ein niedriges L-Springen. Darauf folgt eine L-Dressur (auf Kandare) bzw. ein etwas höheres L-Springen. Im Finale stehen sich jeweils noch zwei Teilnehmer in einer M-Dressur bzw. einem M-Springen gegenüber.
Sportlicher Höhepunkt jeder Saison sind die Deutschen Hochschulmeisterschaften im Reiten (DHM), auf deren Siegerlisten unter anderen mit Karsten Huck, Tillmann Meyer zu Erpen, Sven Rothenberger oder Gina Capellmann-Lütkemeier deutsche, Europa- und Weltmeister zu finden sind. Bereits 1951 fanden in Hamburg – noch inoffiziell – die erste Hochschulmeisterschaft nach dem Kriege statt, bevor im Jahr 1953 – nunmehr mit offiziellem Segen – auf der Rigalschen Wiese in Bonn-Bad Godesberg die ersten Deutschen Hochschulmeisterschaften (DHM) stattfanden. Hinzu kommen die internationalen Vergleiche, die seit 1984 unter dem Dach der Association Internationale Des Etudiants Cavaliers (A.I.E.C) stattfinden. Jedes Jahr treffen sich fünfzehn Nationen (darunter Japan, Kanada und die Türkei) auf dem deutschen Nationenturnier SRNC, das zu den wichtigsten internationalen Hochschulsportereignissen zählt. 1985 fanden erst- und letztmals Europameisterschaften in Darmstadt statt. Im Juli 1988 haben die Franzosen die Studentenreiter zu den ersten Weltmeisterschaften nach Saumur eingeladen. Die Weltmeisterschaften bilden im Zweijahres-Rhythmus den Höhepunkt des internationalen Wettkampfprogrammes mit ca. 24 teilnehmenden Nationen.
Die 53. Deutschen Hochschulmeisterschaften fanden vom 26. bis 29. November 2009 in Rulle bei Osnabrück statt, die 54. Deutschen Hochschulmeisterschaften fanden vom 9. bis 12. Dezember 2010 auf dem Landgestüt Sachsen-Anhalts in Prussendorf statt.